# Unknown Road
Unknown Road är ett album från 1993 av punkrockbandet Pennywise från USA. Skivan innehåller även en dolt spår, "Slowdown".

## Låtlista
Alla låtar skrivna av Pennywise.
1. "Unknown Road" – 2:46
2. "Homesick" – 2:17
3. "Time to Burn" – 2:19
4. "It's Up to Me" – 3:16
5. "You Can Demand" – 2:17
6. "Nothing" – 2:33
7. "Vices" – 2:03
8. "City Is Burning" – 2:12
9. "Dying to Know – 3:04
10. "Tester" – 3:14
11. "Try To Conform" – 2:40
12. "Give And Get" – 2:01
13. "Clear Your Head" – 15:44